# Sony Mobile Communications
Sony Mobile Communications je mednarodno podjetje, ki se ukvarja s proizvodnjo mobilnih telefonov in je povsem v lasti podjetja Sony. 

## Zgodovina
Podjetje je bilo ustanovljeno leta 2001, in sicer pod imenom Sony Ericsson Mobile Communications. Nastalo je namreč kot skupno podjetje (joint venture) japonskega podjetja Sony in švedskega telekomunikacijskega podjetja Ericsson, ki je proizvajalo mobilne telefone. Sony do takrat ni bil viden proizvajalec mobilnih telefonov, medtem ko je bilo podjetje Ericsson takrat na tem področju uveljavljena svetovna blagovna znamka. Podjetje Sony Ericsson je uspešno poslovalo do leta 2007, ko je Apple predstavil svoj prvi iPhone. 
Leta 2011 je Sony oznanil, da bo v celoti odkupil Ericssonov delež v skupnem podjetju, kar je potem tudi storil do februarja 2012, s čimer je joint venture Sony Ericsson prenehal obstajati. Izdelke in tehnologijo tega podjetja naprej razvija podjetje Sony Mobile Communications.      

## Izdelki
Telefoni podjetja Sony Ericsson so se delili na:
- pogovorne in tekstovne,
- mobije s fotoaparatom,
- glasbene mobije,
- dizajnerski in
- internetne z emailom.

Serije mobilnih telefonov znamke Sony Ericsson:

- F serija – Telefoni narejeni za  Vodafone in Vodafone partnernerje ekskluzivno. (»Vodafone«) (F500)
- J serija – Otroška serija.  Nimajo kamere. (»Junior«) (J100-J300)
- K serija – telefoni serije s fotoaparatom,ki imajo Cyber-shot. (»Kamera«) (K200-K850)
- M serija –  Symbian OS pametni telefoni. (»Messaging«) (M600)
- P serija –  boljši Symbian OS pametni telefoni. (»PDA«) (P800-P990, P1)

(»Swivel"/"Slider«) (S500-S700/S710)
- V serija – Telefoni narejeni za  Vodafone in Vodafone partnernerje ekskluzivno. (»Vodafone«) (V600-V800)
- W serija – Glasbeni telefoni Walkman. (»Walkman«) (W200-W960)
- Z serija – Dizajnerski telefoni. (»Clamzhell«) (Z200-Z1010)